# Croce (album)
| Recensione              | Giudizio |
| ----------------------- | -------- |
| AllMusic                | [ 1 ]    |
| Dizionario del Pop-Rock | [ 2 ]    |
| 24.000 dischi           | [ 3 ]    |

Croce è il secondo album discografico del cantautore statunitense Jim Croce (l'album è a nome di Ingrid & Jim Croce), pubblicato dalla casa discografica Capitol Records nel 1969.

## Tracce
Lato A
Testi e musiche di Jim e Ingrid Croce, eccetto dove indicato.
1. Age – 2:12
2. Spin, Spin, Spin – 2:43
3. I Am Who I Am – 2:27
4. What Do People Do – 1:51
5. Another Day, Another Town – 2:27 (Jim Croce)
6. Vespers – 2:00

Lato B
Testi e musiche di Jim e Ingrid Croce, eccetto dove indicato.
1. Big Wheel – 1:50 (Jim Croce)
2. Just Another Day – 2:35
3. The Next Man That I Marry – 3:04 (T Cashman, Gene Pistilli, Tommy West)
4. What the Hell – 3:07 (T Cashman, Gene Pistilli, Tommy West)
5. The Man That Is Me – 2:50

## Musicisti
- Jim Croce - voce solista, chitarra a 12 corde
- Ingrid Croce - voce solista
- Tommy West - chitarra a 6 corde, tastiere, accompagnamento vocale-coro
- Gene Pistilli - chitarra a 6 corde, tastiere
- Eric Weissberg - mandolino
- Dick Weissman - banjo
- Harry Katzman - violino
- John Stockfish - basso
- Gary Chester - batteria
- Ann Minogue - triangolo
- Dennis Cashman - accompagnamento vocale-coro
- Pat Picardo - accompagnamento vocale-coro

Note aggiuntive
- Cashman, Gene Pistilli, Tommy West, Nikola Venet - produttori
- Lyllianne Dumas - ingegnere delle registrazioni
- Summerwind - fotografie[5]